# Medusa (Leonardo da Vinci)
Medusa é o nome dado a uma pintura desconhecida da figura mitológica, que Giorgio Vasari atribuiu a Leonardo da Vinci. Durante muito tempo acreditou-se que uma pintura de Medusa, na Galeria degli Uffizi, fosse a descrita por Vasari, porém a sua atribuição a da Vinci foi descartada. Ainda hoje a sua existência é debatida.

## Sobre a pintura

### Descrição de Giorgio Vasari
Em sua Le Vite (1568), Vasari descreve como o muito jovem Leonardo representou Medusa na frente de um escudo de madeira.
Embora os historiadores de arte têm duvidado da veracidade dessa história, diz-se que o escudo de Leonardo inspirou muitos pintores do início do século XVII, que poderiam ter visto a coleção de Ferdinando I de' Medici. Rubens e Caravaggio pintaram suas próprias versões da personagem, mas sua dívida para com a pintura de Leonardo é incerta.

### Medusa de Uffizi

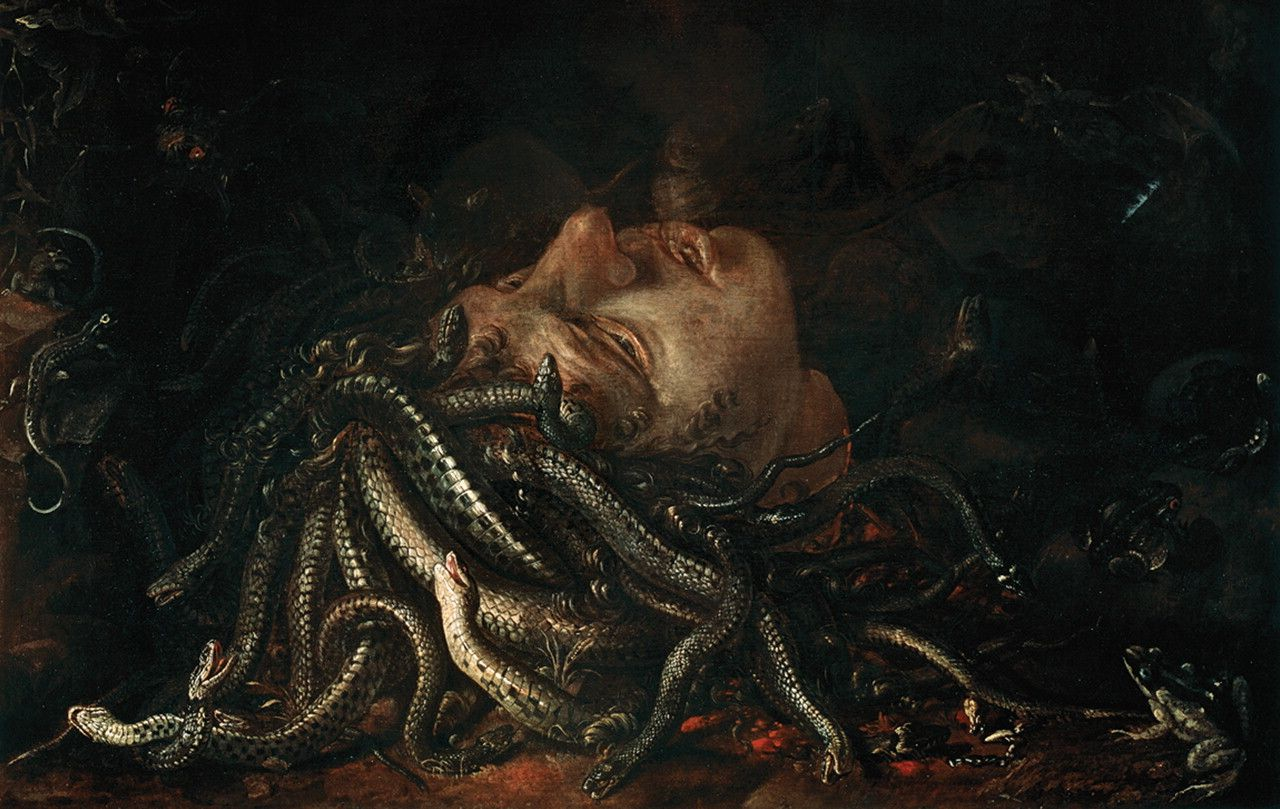
Medusa de Uffizi, atribuída durante muito tempo à Leonardo da Vinci. Galeria degli Uffizzi, Florença.

Em 1782, o biógrafo de Leonardo, Luigi Lanzi, durante a realização de uma pesquisa de suas pinturas em Uffizi, descobriu um retrato da cabeça de Medusa erroneamente atribuído a Leonardo, com base na descrição de Vasari.
No período do romantismo, a fama de Leonardo alcançou muitos elogios. Suas gravuras de página inteira apresentadas pela primeira vez em Florença, em 1828, espalharam-se pela Europa, fazendo da pintura uma das obras mais populares entre as de Leonardo. Em 1851, Jean Baptiste Gustave Planche afirmou: "Eu não tenho nenhuma dúvida em dizer que na Medusa de Uffizi há o germe de que admiramos  na Mona Lisa do Louvre".
Por volta de 1868, Walter Pater em Renaissance enfatizou a Medusa como uma das obras mais marcantes de Leonardo. Mas, no século XX, Bernard Berenson e outros críticos proeminentes argumentaram contra a autoria da pintura de Leonardo no Uffizi. Agora acredita-se ser o trabalho de um anônimo pintor flamengo ativo por volta de 1600.